# Mites van Oepen
Mites van Oepen (* vor 1984) ist eine deutsche Schauspielerin, Theaterregisseurin und Drehbuchautorin.

## Leben
Van Oepens eigentlicher Beruf ist Lehrerin. Seit 1984 ist sie jedoch als Schauspielerin und Drehbuchautorin tätig. Sie schrieb unter anderem für die Fernsehserien Schloss Einstein, Für alle Fälle Stefanie oder Unter uns.
Vom Mai 1990 bis Januar 1993 verkörperte van Oepen die Rolle der 'Flora', der Geliebten des 'Robert Engel' (dargestellt von Martin Armknecht) in der Familienserie Lindenstraße.

## Filmografie
- 1985: Rosowski
- 1986: Ignaz der Gerechte
- 1987: Losberg
- 1990–1993: Lindenstraße (12 Episoden)
- 1991–1997: Ein Fall für zwei (5 Folgen)
- 1991: Gesucht wird Ricki Forster
- 1991: Vogel und Osiander
- 1992: Der Fotograf oder Das Auge Gottes
- 1993: Das tödliche Auge
- 1993: Hecht & Haie (Folge: Das Geschäft des Lebens)
- 1994: Die Kommissarin (Folgen: Der zehnte Mord; Corinna)